# Pseudocarum eminii
Pseudocarum eminii là một loài thực vật có hoa trong họ Hoa tán. Loài này được (Engl.) H. Wolff miêu tả khoa học đầu tiên năm 1927.